# 邪惡天才 (電子遊戲)
《邪惡天才》是2004年的即時戰略與模擬遊戲。此遊戲由Elixir Studios開發，雪樂山娛樂公司發行，於2004年9月28日在美國發售。在此遊戲中玩家須扮演其中一位邪惡組織的首腦，一步步的征服世界。主要的遊戲內容及是控制你的親信、忠實的手下，建造並使用一些新發明、設備與陷阱來構築你的小島上的邪惡巢窟，最後建造一座超級武器並啟動它。啟動這個超級武器可以讓世界上的人類全部投降於你，進而達成這個遊戲的圓滿結局。這個遊戲的特色是參考數個間諜電影，例如詹姆斯·龐德（007）系列。

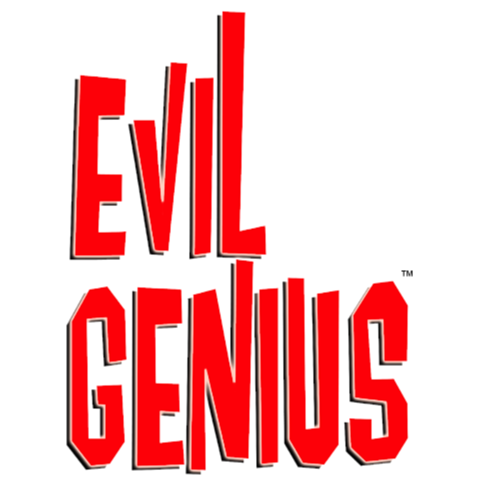
邪惡天才 (電子遊戲)的商標

本遊戲通常是被認為值得一玩再玩的，在Game Rankings的平均評論中拿到了77%的成績。本遊戲的音樂由James Hannigan創作，獲得2004年作家原創音樂的BAFTA提名。

## 各地勢力
在此遊戲的世界中，世界被約略劃分成五個主要區塊
- S.A.B.R.E.（軍刀區域）：由歐洲、澳洲、印度、南部非洲組成。
- P.A.T.R.I.O.T.（愛國者區域）：由北美洲西海岸、中西地區、東海岸與西太平洋島鏈（日本、南韓、中華民國）組成。
- A.N.V.I.L.（砧台區域）：由中國北部、中國西部、東南亞洲（中國東部、中國南部與東南半島）與波里尼西亞（西南太平洋諸島）組成。
- H.A.M.M.E.R.（槌杵區域）：由古巴、西伯利亞、俄羅斯中部與東歐區塊組成。
- S.M.A.S.H.（猛擊區域）：由中東、南美洲、中部非洲與南極洲組成。

遊戲中唯一的賺錢方式是派遣你的手下到世界各地去黑錢，而黑錢的同時會提升被你黑的區域對你的「熱度」，當「熱度」提高時，當地會派遣軍隊到你的島上來進行討伐。而隨著你的「惡名值」的上升與在一個地方進行犯罪行動，當地的政府會派遣愈來愈厲害的入侵者到你的基地來。

## 我方角色
所有的人物有五種能力值分別是：
- 生命（紅色表示）：降至零則我方角色消失；敵方特務則變成屍袋。我方角色可由醫務室的設備回復。
- 忠誠（藍色表示）：我方降至零則有很大的機率會偷竊後叛逃；敵方則會放棄任務並離島。我方角色可由待在邪惡天才的附近或目睹逼供或行刑回復。
- 智力（黃色表示）：降至零時則無法操作基地設施與原地發呆。我方角色可由檔案室的設備回復。
- 注意力（紫色表示）：降至零時會無法操作基地設施即誤觸陷阱。我方角色可由待在邪惡天才的附近或休閒室回復。
- 耐力（綠色表示）：降至零時會暈倒，暈倒時會慢慢回復。我方角色可由宿舍的床鋪與餐廳用餐回復。

### 邪惡天才
有三位邪惡天才可供你選擇：

#### Alexis
角色背景
Alexis的父親遺留了數百萬美元的財產與一個媒體事業給她，依循著傳統女性繼承人的模式是很容易的，例如浪費金錢在喝酒，用餐與奢侈的生活。儘管之前被過度溺愛，Alexis仍然是非常地聰明與積極的，對世界的運作有著敏銳的察覺。她的勤奮與洞察力使她沉穩的營運他父親的媒體事業。在她精明的領導下，企業整體的收入是過去的四倍。
然而Alexis並不是沒有壞習慣。作為父親的小公主的那些歲月，給了她巨大的自我意識且需要持續的讓人仰慕。在一小段感到滿足的時間之後，公司中那些走狗對她說的那些奉承的讚美就已經不能滿足她。為了得到更多的仰慕者，她向著演藝事業邁進，沒過多久就在美國成為萬人迷，演出電視與電影中的角色而得到更多得喝采。但片刻又覺得這些沒什麼新鮮感。Alexis想要更多，更多的奉承、更多的財富、更多的權力。Alexis想要的是……整個世界。
特色
- 影響區域是巨大，但是狀態提升的速率是慢慢變大的，手下工作時忠誠值會消耗的效率較低。
- 處死手下時增加附心手下十單位的狀態值。以火燒的方式來對手下行刑。
- 一開始的親信是Eli Barracuda。

#### Maximilan
角色背景
Maximilian在奧地利的鄉下由養父母撫養長大，童年時代過得並不快樂。由於天生的矮胖身材與斜視的關係成為了惡霸的最愛。養父以「用斜眼看他」的罪名每個周末照慣例的毒打，讓年輕的Maximilian罹患了由精神壓力引起的慢性掉髮症，而掉髮症使得年輕的Maximilian更加的受同濟孤立。
或許早年的挫折可以震懾住一個凡人，但是這些事只有讓Maximilian的精神更加強壯，他創立並經營了一個極具獲利的事業，而向世界證明自己的價值的渴望是他的意志上的燃料。
即使他已經至富，Maximilian發現他仍然被那些他認為可以用錢買到的朋友與女人給拒絕。在再度的被摒棄之後，他變成了一個憤世嫉俗的人，他開始計畫他的復仇行動。如果他不能讓世人喜歡上他，他將要讓世人害怕他……。
特色
- 研究過程所花費的成本較低。
- 影響區域為中等，回復受下的能力為中等。
- 處死手下可以增加附近手下的五單位能力值。使用手槍處死手下。
- 一開始的親信是Jubei。

#### Shen Yu
角色背景
Shen Yu的犯罪生涯從香港的街頭開始，街上的同濟中沒有人可以猜到這個微不足道的扒手最後會變成一個世界上最強大的犯罪謀士。在十幾歲的時候加入了三合會且快速的晉升高位。儘管他的迅速竄起，如果不是偶然遇到一位砧台特務，他一生的地位就不會在更進一步。Shen Yu在殺了數個人之後被立即拘捕。而砧台給了他一個簡單的選擇：成為砧台的臥底，或被處死。砧台在Shen Yu的腦中植入一片通訊晶片而這樣他就可以偵探三合會的行動，不過他們低估了三合會的能力。在執行了更多的腦部手術之後，三合會能夠改變晶片的配線，而進入砧台的運作系統。在極度渴望的想逃避更多對於他大腦灰質的干涉之下，Shen Yu 背叛組織且利用晶片提供給他的知識來建立他自己的犯罪帝國。在可預先得知砧台的下一步行動以後，Shen Yu無法被抓到，且很快的發現他站在向世界的支配權喊價的位置上……。Shen Yu的惡毒國際網路下的間諜與共謀者持續的作著誤導信息和蒐集情報的工作。
特色
- 可以讓特務花費更久的時間登入島上且特務在島上的時間較短。
- 影響範圍最小（只有三格），但是提升狀態最快速。
- 處死一個手下時可以提升附近手下七單位的狀態值。使用匕首處死手下。
- 一開始的親信是肯恩領主。

### 親信
遊戲一開始只有一位親信，且是固定的，隨著遊戲進展會增加親信數量。親信是最強的手下，而且自己的特殊功能，但是如果給超級特工擊敗三次，便會永遠消失。

#### Eli Barracuda
Eli Barracuda
Eli出生在紐約的貧民窟，一個竊盜與謀殺如頭髮一樣多的地方。當一個兒童成長在這種毫無正義的黑暗洞穴中裡，他們只能選擇兩種人生：成為死屍或成為壞人。Eli選擇後者。他恐嚇與勒索人的一生從學校開始，在那裡收取保護費。當他九歲的時候，他就曉得他會在黑社會中成為一個特別的人。在一次錯失的恐嚇後，他的校長懇求Eli能別砍下他的腿。
Eli很快的成為地方上的犯罪霸王，以他的鐵拳統治他的巢穴。對那些反抗他的人則以他招牌的銀製轉輪拳銃作為報復。Eli的犯罪帝國以一種活潑的方式擴張，在一些年後Eli非正式的統治了整個紐約市，像傀儡一樣的操縱市長與型塑警察以符合他的惡毒行動。在一個命中注定的一天，市長將咖啡灑在他作看重的奶油色西裝上；Eli吹了吹他自己的頭髮，然後再將市長的頭給爆掉。這次 Eli沒辦法壓下整件事情，很快的他的整個犯罪組織暴露在聯邦調查局底下。後悔這次的火熱頭條新聞，Eli回退到黑社會，等待用來發跡的新邪惡機會。

#### Jubei
Jubei生來就是被奴役著，在東京一座具有聲望的道場工作，他渴望看齊學校的年輕學子。當他清掃地板的時候，他敬佩那些學生從在遠處的優美作戰。因極度想證明他自己，Jubei開始自我訓練。在他完成他在道館的清潔工作之後，Jubei的掃把透過一個完全致命的舞步。他很快的發現他是多麼的具有天賦，並且被允許成為道館的正式學生。在第一年一切皆是很順利的，直到他即將完成新手訓練而進展到一些更高階的階級那刻。他被召至道館的議會面前，告訴他雖然在戰鬥方面是很有技巧的，但是他不具有內在的和諧所以不能繼續待在道館。被這種可恥的人格輕視而激怒，Jubei拔出他的日本刀殺了議會全員。這個結果正反映了議會說中的事實，Jubei逃離了道館並以一個惡棍浪人的身分尋找他的未來。

### 手下
遊戲一開始即有三位建築工人可幫助您建築基地。
- Construction Worker 建築工人（警戒時會裝備手槍。）

隨著遊戲進行之下，尋捕並審問各種質業的人質可以將建築工人訓練成進階的手下，進階的手下分為三種類型，各類型又有不同等級的手下。

#### 軍事系手下
軍事系手下可以幫您防備基地，基地在兩種警戒狀態時會去裝備武器，愈高級的手下有愈強大的戰力，在世界地圖搶錢的能力與引起的熱度值比建築工人高，可減免謀策時所造成的人員損失。
- - Guard 守衛（警戒時會裝備M16突擊步槍。）
    - Mercenary 傭兵（黃色警戒時會裝備M60機槍，紅色警戒時會裝備噴火器。）
      - Marksman 狙擊手（隨身攜帶著狙擊步槍，警戒時不需要至軍械室持取武器。）
      - Martial Artist 武術家

#### 科學系手下
科學系手下可以幫您維修基地內設施，新型設施、道具的開發與最後任務用的火箭載具也必須高階科學系手下來完成；各種手下各有擅長操作的研究設施；在世界地圖謀策的效率與引起的熱度值也比建築工人高。
- - Technician 技術員（唯一能維修設備的手下。）
    - Scientist 科學家
      - Biochemist 生化學家
      - Quantum Physicist 量子物理學家

#### 社交系手下
社交系手下可以藉由社交攻擊來消耗特工的各種狀態與維持旅館的運作。在世界地圖上不能黑錢，但可以減免其他手下黑錢與謀策時所增加該區域的熱度值。其中外交官可以使國際各勢力互相敵對。
- - Valet 侍者（唯一能使用滅火器的手下，消耗特務的注意力。）
    - Spindoctor 自圓其說博士（消耗特務的智力。）
      - Diplomat 外交家（消耗特務的忠誠。）
      - Playboy 花花公子（主要消耗特務的忠誠，但也可以消一些特務的智力與注意力。）

## 敵方特工

### 普通特工
普通特工有四個種類又各有四種等級：
種類是：
- Burglars（盜賊）與Thieves（小偷）：偷竊您基地中的物品與金塊。
- Investigators（調查者）與Agents（密探）：在島上到處拍照，拍到了犯罪行為或設施會開始設法離島，如果讓它成功離開會大量增加該陣營對您的熱度值。
- Soldiers（軍人）與Veterans（老兵）：在一陣營的熱度值達到極高的時候，會派遣軍隊過來，軍隊會攻擊您的人員與設施。
- Saboteurs（破壞者）與Infiltrators（滲入者）：潛入基地裝設炸藥與攻擊您的邪惡天才角色，當您的邪惡天才一死即遊戲結束。

等級是：
- Pathetic Level（悲慘等級）
- Poor Level（差勁等級）
- Good Level（良好等級）
- Exceptional Level（優秀等級）

### 超級特工
- S.A.B.R.E.超級特工：John Steele（參考007中的角色。）
- P.A.T.R.I.O.T.超級特工：Dirk Masters（參考藍波。）
- A.N.V.I.L.超級特工：Jet Chan（外型是李小龍，而名字由成龍與李連杰的名字結合而成。）
- S.M.A.S.H.超級特工：Marriana Mamba（參考霹靂嬌娃中的角色。）
- H.A.M.M.E.R.超級特工：Katrina Frostinova

## 其他角色
- Tourists（遊客）：遊客會在您的島上閒晃，如果晃到了基地內會成恐慌狀態，且離島後會增加遊客所許區域的「熱度」值，旅館的各種設施可以幫你吸引住遊客。